# Wild Gunman
Wild Gunman (japanisch: ワイルドガンマン) ist eine Lightgun-Videospielreihe von Nintendo in Form eines Westernduells, die zunächst 1974 als elektromechanisches Projektionsspiel erschien. Es zählt zu den ersten derartigen Spielen des Genres, in dem ein 16-mm-Filmprojektor eingesetzt wurde. Außerdem gehört es mit zu den ersten Virtual-Reality-Spielen. Der Entwickler war Gunpei Yokoi, der auch an der Entwicklung des Game Boys beteiligt war.
Später erschienen sowohl weitere Arcade-Versionen als auch Umsetzungen für Spielkonsolen.

## Arcade-Version 1974
Das Gerät besteht im vorderen Teil aus einem roten, thekenartigem Bedienpult mit Münzeinwurf und angeschlossener, optischer Lightgun samt Fach. Dahinter, in einigem Abstand befindet sich die etwa 1,20 m × 1,20 m große Leinwand mit einer Umrahmung, die den Lichteinfall reduziert, sowie Lampen für die Punkteanzeige. Eingesetzt wird ein 16-mm-Filmprojektor und ein Umlenkspiegel. Die Soundausgabe stammt vom Film selbst, mit Ausnahme des Spielerschusses, der separat analog abgespielt wird.
Der Spieler muss insgesamt fünf verschiedene Cowboys, die in Filmsequenzen auf der Leinwand erscheinen, schneller erschießen, als diese ihn. Es darf erst geschossen werden, wenn ein großer, heller Stern aus den Augen, bzw. Kopf des Darstellers zu sehen ist. Anschließend wird je nach Ergebnis die Szene fortgesetzt und angezeigt, wer gewonnen hat. Die Spieldauer beträgt 90 Sekunden. Insgesamt gibt es vier verschiedene Filmvarianten mit anderen Szenen.

## Arcade-/NES-Version 1984
Für das NES und später auch für das PlayChoice-10-System erschien am 18. Februar 1984 eine digitale Videospielversion in Zeichentrickoptik, ebenfalls mit einer Lightgun. Es existieren drei verschiedene Spielmodi mit einem oder mehreren Gegnern. Der Spieler muss auch hier schneller schießen als diese, sobald deren Augen blinken und diese Fire! rufen. Im zweiten Modus müssen je nach Situation ein oder beide Gegner getroffen werden. Im dritten Modus erscheinen mehrere Gegner hinter Fenstern und einer Tür eines Saloons. Je nach Schnelligkeit des Ziehens gibt es Bonuspunkte, bei zu frühem Schießen wird man disqualifiziert. Zudem gibt es begrenzte Munition.

## Konsolenspiele
1984 erschien das Spiel für Famicom, ein Jahr später für das Nintendo Entertainment System. Eingesetzt wird hier die Lichtpistole Zapper. Es existiert hier ebenfalls die einfache Sprachsynthese des PlayChoice-Gerätes und die Grafik ist fast identisch.
2003 erschien es als Minispiel in WarioWare, Inc.: Mega Party Game$ für Game Boy Advance.

## Vorgänger und Nachfolger
Direkter Vorgänger ist das Laser Clay Shooting System (Nintendo, 1973). Dieses ist ein Wurfscheibenschießen mit noch größerer Leinwand, jedoch ohne echter Filmprojektion. Davor erschienen kleinere Geräte, meist mit mechanischen Lightguns.
Etwa 1975 erschien das Projektionsspiel Shooting Trainer (gleiches System wie Flaschenschießen), und um 1976 Sky Hawk (Luftkampf), ebenfalls beide von Nintendo. 1978 erschien der New Shooting Trainer in Holzstammoptik.

## Ähnliche Spiele
Weitere, sehr ähnliche Spiele sind z. B. Mad Dog McCree (Laserdisc 1990, mehrere Plattformen), Fast Draw Showdown (1994 Laserdisc-Arcade, 2010 für Wii) und The Last Bounty Hunter (ebenfalls 1994).
Ferner existieren andere, modernere Lightgun-Spiele, insbesondere im Genre Survival Horror, sowie Shoot ’em ups (Shoot with a sight) und Westernspiele, die aber meist über ein anderes Gameplay verfügen.
Ähnlich ist auch das Spiel Gun Fight (digitales Videospiel, Midway 1975), das jedoch in seitlicher Perspektive dargestellt wird.

## Trivia
- Nach Umsatzeinbrüchen mit dem Vorgängerspiel Laser Clay Shooting System, hervorgerufen durch die Ölkrise 1973, brachte Wild Gunman Nintendo neue Impulse und es wurden Geräte nach Europa und den USA exportiert.[6]
- Ausschnitte des Spiels wurden auch im gleichnamigen Experimentalfilm von Craig Baldwin verarbeitet.[7]
- Im Film Zurück in die Zukunft II taucht im Jahre 2015 ein Arcade-Gerät der 1984-Nintendo-Vs.-Version auf.[8] Es gibt widersprüchliche Angaben darüber, ob das Gerät veröffentlicht, oder speziell für den Film gebaut wurde.[9]
- 1976 erschien in Japan ein Nintendo-Spielzeug namens Custom Gunman mit Plastik-Cowboy und Lightgun und weitere Modelle in der Kôsenjû-Serie (光線銃 カスツム).[10]
- In Super Smash Bros. Brawl (2008) gibt es einen Charakter namens Wild Gunman.
- In Super Smash Bros. for Nintendo 3DS / for Wii U sind die 5 Cowboys Teil des Moveset vom Charakter Duck-Hunt Duo aus dem Spiel Duck Hunt, dass auch mit einer Lightgun auf der NES gespielt wird.